# Reinhold Reuschel
Karl Berthold Reinhold Reuschel (* 13. November 1831 in Thal (Ruhla); † 8. Juli 1919 in Ebersdorf) war ein deutscher Kaufmann und Politiker.

## Leben
Reuschel war evangelisch-lutherischer Konfession und heiratete 1862 Mathilde Emilie Therese Schulze (* 1839; † 29. März 1911 in Ebersdorf), die Tochter des Pfarrers Schulze in Friesau.
Reuschel lebte als Kaufmann in Ebersdorf. Dort war er auch Amtsschulze und Bürgermeister (1906 als solcher genannt). 1906 erhielt er das fürstliche Ehrenkreuz IV. Klasse und 1914 die Krone zum fürstlichen Ehrenkreuz IV. Klasse.
Vom 25. bis 31. Juli 1866, vom 21. Mai bis 4. Juni 1867 und vom 11. bis 20. Oktober 1870 war er als Stellvertreter für Moritz Fuchs Mitglied im Landtag Reuß jüngerer Linie. Vom 29. Oktober 1874 bis zum 27. September 1877, vom 31. Oktober 1880 bis zum 22. September 1883 und vom 2. Juni 1885 bis zum 16. September 1892 war er im Wahlkreis 9 bzw. 10 gewähltes Mitglied des Landtags.